# Tangata kohuka
Tangata kohuka là một loài nhện trong họ Orsolobidae.
Loài này thuộc chi Tangata. Tangata kohuka được Raymond Robert Forster & Norman I. Platnick miêu tả năm 1985.